# Steele MacKaye

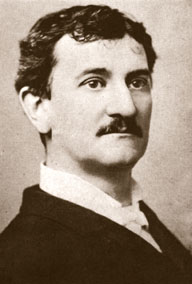
Porträt MacKayes

James Morrison Steele MacKaye (* 6. Juni 1842 in Buffalo; † 25. Februar 1894) war ein amerikanischer Schauspieler, Theaterproduzent und Erfinder. Er gilt als einer der berühmtesten Theaterleute seiner Generation.

## Biografie
Steele MacKaye kam in Buffalo auf die Welt. Sein Vater, der Jurist und Oberst James M. MacKaye, war ein überzeugter Gegner der Sklaverei, seine Mutter starb sehr früh. Er hatte drei Schwestern: Sarah MacKaye Alling (1809–1904), Emily MacKaye von Hesse (1838–?), Sarah MacKaye Warner (1840–1876), und zwei Halbbrüder: William Henry MacKaye (1834–1888) und Henry Goodwin MacKaye (1856–1913).
Als junger Mann besuchte Steele die Roe's Military Academy in Cornwall-on-Hudson im Staat New York und die William Leverett Boarding School in Newport. Er studierte Malerei mit William Morris Hunt und anschließend an der École des Beaux-Arts in Paris. Wegen des Bürgerkriegs kehrte er wieder heim und diente im New Yorker Siebten Regiment und wurde Major. Das Denkmal des Regiments in New York, welches John Quincy Adams Ward erstellte, ist ihm nachempfunden.

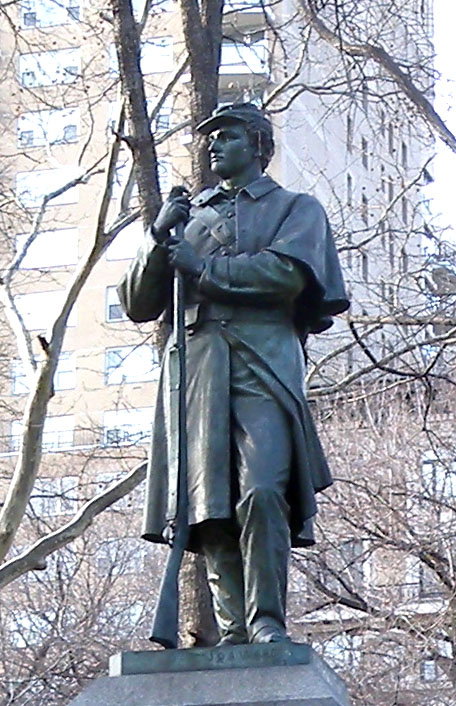
Statue des 7. Regiments

1869 reiste MacKaye wieder nach Paris und wurde Schauspielschüler bei François Delsarte. 1873 war er der erste Amerikaner, der Hamlet in London darstellte.

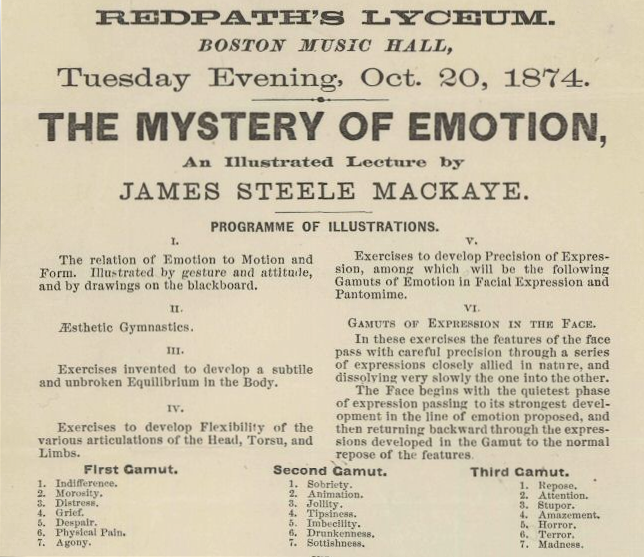
MacKayes Vortrag zum Geheimnis des Gefühls nach dem Delsarte-System in der Boston Music Hall, 1874

MacKaye verfasste über 30 Stücke. Als Dramaturg bezog er Realismus und Naturalismus in seine Stücke ein. Sein erstes Stück war Hazel Kirke 1880. Um 1885 war er an der Gründung der ersten Schauspielschule in den USA beteiligt, der Vorgängerin der American Academy of Dramatic Arts (AADA). Auf seinen Erfindergeist gehen über 100 Patente zurück, darunter feuersichere Vorhänge, Klappsitze und eine Nebelmaschine.
Die New Yorker Theater St. James, Madison Square und das Lyceum Theatre sind Gründungen MacKayes. MacKayes erste Ehefrau war Jeannie Spring (Tochter von Marcus Spring). Die Ehe ging schnell in die Brüche. Seine zweite Ehe mit Mary K. Medbery wurde 1865 geschlossen. Das Paar hatte sechs Kinder, darunter James MacKaye, Percy MacKaye und Benton MacKaye. Percy, der ein bekannter Dramatiker und Dichter wurde, veröffentlichte 1927 die Biographie Epoch: The Life of Steele MacKaye.

## Werke

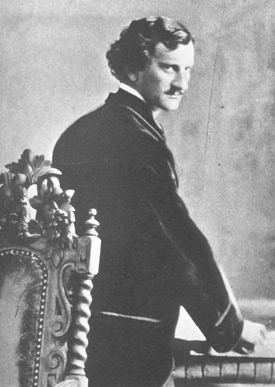
MacKaye in Pose

Er schrieb die Stücke Monaldi und Marriage. Andere Werke umschließen:
- The Twins (1876)
- Won at Last (1877)
- Through the Dark (1878), später umbenannt in Money Mad
- Hazel Kirke (1880)
- Anarchy (1887), zuerst Paul Kauvar; oder Anarchy, später Anarchy und dann wieder Paul Kauvar. betitelt